# Delonix decaryi
Delonix decaryi – gatunek wianowłostki z rodziny bobowatych (Fabaceae) z podrodziny brezylkowych (Caesalpinioideae). Występuje endemicznie na Madagaskarze, w prowincji Toliara.
Rośnie w bioklimacie półsuchym. Występuje na wysokości do 500 m n.p.m.. Kwiaty zapylane są prawdopodobnie przez ćmy.

## Morfologia
PokrójDrzewo o wysokości 3–10 m, pień pękaty, kora łuszcząca się.
LiściePodwójnie pierzasto złożone.
Kwiaty Osiągają 7–8 cm długości. Korona biała, tylko na górnym płatku znajduje się żółta plama. Pręciki słupek są różowe lub czerwone.
OwoceStrąki długie i smukłe i mierzą około 35 × 3,5 cm.

## Zastosowanie
Roślina często sadzona jest w formie żywopłotów. Pnie bywają wydrążane, i używane jako łodzie, a żywica z tych drzew służy do uszczelniania łodzi.

## Zagrożenie
Głównym zagrożeniem gatunku jest powszechna eksploatacja do produkcji drewna opałowego i węgla drzewnego. Selektywne pozyskiwanie drewna, powiększające się areały upraw i wypasu zwierząt gospodarskich również prowadzą do degradacji siedlisk tego gatunku.